# Chaetogyne analis
Chaetogyne analis är en tvåvingeart som beskrevs av Charles Howard Curran 1937. Chaetogyne analis ingår i släktet Chaetogyne och familjen parasitflugor. Inga underarter finns listade i Catalogue of Life.